# 星空學園
《星空學園》是日本漫畫家林家志弦創作的日本漫畫作品。於《月刊Comic電擊大王》2004年1月號至2008年7月号期間進行連載。之後移至集英社漫畫雜誌《Ultra Jump》2008年9月号至2013年8月号期間進行連載。單行本全18卷。
續篇於《Ultra Jump》2013年9月号至2017年12月号進行連載。單行本全6卷。
廣播劇也於2006年3月24日發售。

## 劇情簡介
故事舞台為架空的學園・天地學園，以喜劇風格描繪少女們揮劍戰鬥的日常生活。講述孤兒院「蒲公英園」出身的主角黑鐵疾風代替受傷的姐姐成為天地学園劍技特待生（劍待生）。原本打算等姐姐痊癒就結束，卻不小心欠下大筆債務，為了還債必須參與奪星以得取獎金。

## 用語

### 奪星
天地學員的劍待生參與奪星是半義務。若不找刃友、不參加奪星，等級就會漸次被降，繼而除名。
現在（黒鐵疾風入學時）、參予奪星的劍待生共174組348名。
在限定時間（天地緋嗣的刃友・宮本静久每３分鐘以拳頭擊鐘一次，擊鐘第５次即結束，即１５分鐘。）內，以學園指定的「劍」擊打比試對手校服上的「星」。隨奪得的星星數目（＝勝利次數）等級遞升。鐘鳴時間是不規則的，然而至今為止，不曾試過一星期以上沒有奪星。
基本上以2人1組參加，分天（攻撃）與地（守備）。天的星附在左肩，地則把星藏在看不見的地方，稱為「影星」。天的星只能由天擊打，地的星（影星）只能由地擊打，方為有效。天的星被擊中時，這組就算落敗。一般來說會與在鐘鳴期間遇到的對手戰鬥，然而只要事前申請，也可以在一次比試中與多組對手決勝負。然而，申請與複數隊組戰鬥時（這稱為亂奪），申請的一方如不能在規定時間內，全數擊落所有被要求決鬥一方的天之星的話，則會被收走申請對戰方人數份兒的星星。
還有，不准使用規定的刀以外的武器道具，影星被擊落的「地」不能干涉「天」的戰鬥，除此之外並無明確的犯規行為，其他的會個別裁決。
另，Ａ級或以上的組合容許改造武器。
此外，Ｓ級戰的規則跟一般的劍持生複雜很多，而且好像有「懲罰遊戲」給輸了的一方。
剣技特待生的所持星數為０時會被剝奪資格，申請的話會得到一次再戰的機會，稱為「復仇」。然而，再戰並不能得到賞金。

### 刃友
要參加奪星，必須有稱為「刃友」的搭擋。沒有刃友的話，就算比試勝出，也不能奪下星星。（現在，有一人例外）。反過來，沒有刃友的人在比試中被奪去星星時，成功奪星者的星星將被承認，被奪去星星的一方則被減去相應的星星數目。
刃友結同的過程是把已署名並打指模的結同書交到辦公室，交換彼此那名為「對戒」的圈扣，然後把對戒穿過刀上的洞，刃友就此成立。如所持星數各異，結同時所持星數會等分並重定等級。
結同可以解除，但屆時所持星數由二人等分。
在日文中，刃友（shinyuu, ）跟親友（shinyuu, ）（意指好朋友）是同音、２者可能是有關係。

### 獎金
每場回比試勝出獎金為5萬元（日幣）。升級的話會得獎賞金100萬元（日幣）。學校節慶日子稱為Ｗ UP(Double up)，取得的星星點數為平日的２倍；W UP當日亦能挑戰比自己高級的對手，贏取更多賞金。

### Ｓ級
比特A級更高，為奪星中最高的等級。屬於學生會成員，與普通劍待生不同，穿著白色的制服。Ｓ是指學生會（日語「生徒会」，羅馬拼音seitokai）的Ｓ。而白制服本身就是「星」。

### 頂上戰
Ｓ級人員挑戰學生會會長（現在為天地・宮本組）的比試。敗北的一方會失去所有星。另外，頂上戰不對一般學生開放。

## 出版書籍

### 星空學園
MediaWorks版
| 卷數 | MediaWorks    | MediaWorks             | 東立出版社     | 東立出版社             |
| 卷數 | 發售日期      | ISBN                   | 發售日期       | ISBN                   |
| ---- | ------------- | ---------------------- | -------------- | ---------------------- |
| 1    | 2004年6月26日 | ISBN 978-4-84-022739-1 | 2005年9月16日  | ISBN 986-11-6929-6     |
| 2    | 2005年1月27日 | ISBN 978-4-84-022957-9 | 2005年9月16日  | ISBN 986-11-6930-X     |
| 3    | 2005年7月27日 | ISBN 978-4-84-023115-2 | 2005年11月9日  | ISBN 986-11-7366-8     |
| 4    | 2006年1月27日 | ISBN 978-4-84-023320-0 | 2006年6月30日  | ISBN 986-11-8182-2     |
| 5    | 2006年7月27日 | ISBN 978-4-84-023535-8 | 2006年12月11日 | ISBN 986-11-8853-3     |
| 6    | 2007年1月27日 | ISBN 978-4-84-023751-2 | 2007年6月7日   | ISBN 978-986-11-9544-5 |
| 7    | 2007年7月27日 | ISBN 978-4-84-023964-6 | 2008年2月22日  | ISBN 978-986-10-0325-2 |
| 8    | 2008年1月26日 | ISBN 978-4-84-024176-2 | 2008年7月17日  | ISBN 978-986-10-1322-0 |

集英社版
| 卷數 | 集英社         | 集英社                 |
| 卷數 | 發售日期       | ISBN                   |
| ---- | -------------- | ---------------------- |
| 1    | 2008年8月19日  | ISBN 978-4-08-877501-2 |
| 2    | 2008年8月19日  | ISBN 978-4-08-877502-9 |
| 3    | 2008年9月19日  | ISBN 978-4-08-877518-0 |
| 4    | 2008年9月19日  | ISBN 978-4-08-877519-7 |
| 5    | 2008年10月17日 | ISBN 978-4-08-877536-4 |
| 6    | 2008年10月17日 | ISBN 978-4-08-877537-1 |
| 7    | 2008年11月19日 | ISBN 978-4-08-877556-2 |
| 8    | 2008年11月19日 | ISBN 978-4-08-877557-9 |
| 9    | 2008年12月19日 | ISBN 978-4-08-877575-3 |
| 10   | 2009年6月19日  | ISBN 978-4-08-877657-6 |
| 11   | 2009年10月19日 | ISBN 978-4-08-877750-4 |
| 12   | 2010年6月18日  | ISBN 978-4-08-877864-8 |
| 13   | 2010年10月19日 | ISBN 978-4-08-879053-4 |
| 14   | 2011年8月19日  | ISBN 978-4-08-879160-9 |
| 15   | 2011年11月18日 | ISBN 978-4-08-879231-6 |
| 16   | 2012年6月19日  | ISBN 978-4-08-879340-5 |
| 17   | 2012年12月19日 | ISBN 978-4-08-879486-0 |
| 18   | 2013年9月19日  | ISBN 978-4-08-879603-1 |

### 星空學園2
| 卷數 | 集英社         | 集英社                 |
| 卷數 | 發售日期       | ISBN                   |
| ---- | -------------- | ---------------------- |
| 1    | 2014年8月20日  | ISBN 978-4-08-879798-4 |
| 2    | 2015年5月19日  | ISBN 978-4-08-890203-6 |
| 3    | 2015年10月19日 | ISBN 978-4-08-890302-6 |
| 4    | 2016年9月16日  | ISBN 978-4-08-890464-1 |
| 5    | 2017年6月19日  | ISBN 978-4-08-890634-8 |
| 6    | 2018年3月19日  | ISBN 978-4-08-890885-4 |

## 廣播劇CD
- 星空學園 DRAMA CD Vol.1 2006年3月24日發售
- 星空學園 DRAMA CD Vol.2 2007年9月21日發售
- 星空學園 DRAMA CD Vol.3 2008年5月21日發售

發售、販售商 : Frontier Works /販售協力:NBC環球娛樂
- 星空學園 Ultra Drama CD  2010年12月22日發售
- 星空學園 Ultra Drama CD  2011年1月26日發售
- 星空學園 Ultra Drama CD  2011年2月23日發售

發售、販售商 : Frontier Works /販售協力:NBC環球娛樂

## 外部連結
- 期間限定「はやて×ブレード」廣播劇ＣＤ公式網站  （页面存档备份，存于）